# Eurobrass
Eurobrass (Eigenschreibweise eurobrass) ist ein zwölfköpfiges Blechbläserensemble und das Projekt des gleichnamigen Vereins eurobrass e.V. – Musik die weiter trägt mit Sitz in Königsfeld im Schwarzwald.
Die Musiker bei eurobrass sind vorwiegend Profis aus den USA, Deutschland und weiteren europäischen Ländern. Sie treffen sich einmal pro Jahr im Sommer ehrenamtlich zu einer dreiwöchigen Konzerttournee durch Deutschland. Im Verlauf der Tournee werden etwa 17 Konzertabende und drei Gottesdienste durch das Ensemble gestaltet. Die Besetzung variiert dabei von Jahr zu Jahr, genauso wie die Tour-Orte. Standardmäßig kommen seit einigen Jahren vier Trompeten, drei Hörner, vier Posaunen und eine Tuba zum Einsatz. Bei einigen Stücken erklingen auch Euphonien statt der Posaunen. Das musikalische Spektrum erstreckt sich von klassischer Musik über alle Musik-Epochen bis zu Arrangements modernen christlichen Liedguts.
In unregelmäßigen Abständen wird auch eine zweitägige CD-Produktion in einer Kirche in den Tourneeplan eingebaut. Bislang sind so vier eurobrass-CDs entstanden, bei denen Friedrich Wilhelm Rödding als Tonmeister beteiligt war. Die ersten eurobrass-Tourneen fanden in den 1970er Jahren unter Leitung von Julian Bandy statt. Seit 2009 finden auch einwöchige Workshops im Vorfeld der Tournee statt, die sich an Bläser aller Alters- und Leistungsstufen richten.
Die Leitung des eurobrass-Ensembles hat die Euphoniumsolistin Angie Hunter aus Ohio. Sie war die erste Preisträgerin des Wettbewerbs „Leonard Falcone International Euphonium-Tuba Competition“.
Die Co-Leitung liegt in den Händen von Chris Woods, der auch viele Arrangements speziell für das Ensemble schrieb und schreibt.

## Veröffentlichungen
- Würdig ist der Herr, Asslar: Gerth-Medien, 2010
- Danket dem Herrn, Asslar: Gerth-Medien, 2006
- Die Freude am Herrn ..., Asslar: Gerth-Medien, 2003
- Happy birthday, Asslar: Schulte & Gerth, 1999
- Gross ist der Herr, Asslar: Schulte & Gerth, 1997